# Dasyrhicnoessa pallida
Dasyrhicnoessa pallida är en tvåvingeart som beskrevs av Lorenzo Munari 2004. Dasyrhicnoessa pallida ingår i släktet Dasyrhicnoessa och familjen Canacidae. Inga underarter finns listade i Catalogue of Life.